# Promontorium
En astrogeologia, rupes (plural rupēs, abr. RU) és una paraula llatina que significa «promontori» que la Unió Astronòmica Internacional (UAI) utilitza per designar àrees de la superfície lunar que són més clares que les regions circumdants (normalment una mar o un oceà), i que, per tant, recorden des de la Terra la forma d'un promontori. En realitat, aquestes són simplement àrees riques en regolita, un material especialment reflectant l'origen del qual es considera comunament a conseqüència de l'impacte d'innombrables micrometeorits al llarg de centenars de milions d'anys d'història lunar.

## Llista depromontoriade la Lluna
| Promontorium            | Latitud | Longitud | Diàmetre (km) | Epònim                                                               | Referències |
| ----------------------- | ------- | -------- | ------------- | -------------------------------------------------------------------- | ----------- |
| Promontorium Agarum     | 13,87 N | 65,73 E  | 62,46         | Agarum, cap de la mar d'Azov.                                        | 4838        |
| Promontorium Agassiz    | 42,4 N  | 1,77 E   | 18,84         | Jean Louis Rodolphe Agassiz (1807-1873), zoòleg i geòleg suís.       | 4839        |
| Promontorium Archerusia | 16,8 N  | 21,94 E  | 11,21         | Archerusia, cap de la mar Negra                                      | 4840        |
| Promontorium Deville    | 43,31 N | 1,14 E   | 16,56         | Charles Joseph Sainte-Claire Deville (1814-1876), geòleg francès.    | 4841        |
| Promontorium Fresnel    | 28,63 N | 4,75 E   | 20            | Augustin Jean Fresnel (1788-1827), òptic francès.                    | 4842        |
| Promontorium Heraclides | 40,6 N  | -34,1 E  | 50            | Heràclides Pòntic (c. 387-312 aC), astrònom grec.                    | 4843        |
| Promontorium Kelvin     | 26,95 S | -33,45 E | 45,01         | William Thomson, Lord Kelvin (1824-1907), físic i matemàtic irlandès | 4844        |
| Promontorium Laplace    | 46,84 N | -25,51 E | 50            | Pierre Simon Laplace (1749-1827), matemàtic i astrònom francès.      | 4845        |
| Promontorium Taenarium  | 18,63 S | -7,34 E  | 70            | Taenairum, cap de Grècia (actualment cap Matapan).                   | 4846        |